# (107) Camille
Pour les articles homonymes, voir Camille et Camilla.
(107) Camille, internationalement (107) Camilla, est l'un des plus grands astéroïdes de la ceinture principale d'astéroïdes. Il orbite au sein du groupe de Cybèle, au-delà de la plupart des astéroïdes de la ceinture principale. 

## Caractéristiques
Il a une surface très sombre et est composé de matériaux primitifs carbonés. Il a été découvert par Norman Robert Pogson le 17 novembre 1868, et nommé d'après Camille, reine des Volsques dans la mythologie romaine, mais certains pensent que le nom fut également inspiré de l'astronome français, grand vulgarisateur scientifique de son temps, Camille Flammarion.
Des données radiométriques à 10 micromètres recueillies par l'observatoire de Kitt Peak en 1975 ont donné une estimation de son diamètre à 209 km. L'analyse de sa courbe de lumière indique que les points le plus probables pour les pôles de Camille auraient pour coordonnées écliptiques (β, λ) = (+ 51°, 72°) avec une incertitude de 10°, ce qui lui donne une inclinaison axiale de 29°.

## Satellites

### S/2001 (107) 1
Le 1er mars 2001, un satellite de Camille a été découvert par A. Storrs, F. Vilas, R. Landis, E. Wells, C. Woods, B. Zellner, et M. Gaffey grâce aux données du télescope spatial Hubble. Il a été désigné S/2001 (107) 1, mais n'a pas encore reçu de nom officiel.
Des observations ultérieures en septembre 2005 avec le VLT ont permis de déterminer les caractéristiques de son orbite. Son inclinaison a été jugée à 3 ± 1° par rapport à un axe orienté vers (β, λ) = (+55°, 75°). Compte tenu de l'incertitude de 10° de l'axe de rotation réel de Camille, on peut dire que l'inclinaison de l'orbite est inférieure à 10°.
On estime le diamètre du satellite à environ 11 km. En supposant une densité similaire à Camille, il aurait une masse approximative de ~1,5  × 1015 kg. Il possède une couleur similaire à Camille.